# Brad Pitt
William Bradley "Brad" Pitt, född 18 december 1963 i Shawnee, Oklahoma, är en amerikansk skådespelare och filmproducent. Brad Pitt har vunnit två Oscars, nominerats ytterligare fem gånger till priset samt vunnit två Golden Globes och erhållit ytterligare fem nomineringar till samma pris. Han har kallats en av världens mest attraktiva män och har fått påtaglig medieuppmärksamhet för detta.
Brad Pitt började sin skådespelarkarriär med gästframträdanden på tv, inklusive en roll i CBS såpopera Dallas 1987. Han uppmärksammades senare för sin roll som en liftande cowboy som förför Geena Davis rollfigur i filmen Thelma & Louise (1991). Sina första huvudroller i större produktioner fick han i Där floden flyter fram (1992) och En vampyrs bekännelse (1994). Samma år spelade han mot Anthony Hopkins i dramat Höstlegender och nominerades till en Golden Globe för sin roll. Pitts framträdanden i två filmer 1995 kritikerrosades: Seven och De 12 apornas armé. För sin roll i den senare erhöll han en Golden Globe i kategorin bästa biroll, och nominerades även till en Oscar. Brad Pitt var en av producenterna bakom långfilmen 12 Years a Slave och vann en Oscar för bästa film vid Oscarsgalan 2014. Vid Oscarsgalan 2020 vann Pitt sin första Oscar som skådespelare för sin roll som Cliff Booth i Quentin Tarantinos film Once Upon a Time in Hollywood.
Fyra år senare (1999) hade han huvudrollen i kultfilmen Fight Club. Pitt spelade sedan rollfiguren Rusty Ryan i filmen Ocean's Eleven (2001) och uppföljarna Ocean's Twelve (2004) och Ocean's Thirteen (2007). Hans största kommersiella framgångar har varit Troja (2004) och Mr. & Mrs. Smith (2005) där han spelade mot Angelina Jolie. Sin andra oscarsnominering erhöll han för huvudrollen i filmen Benjamin Buttons otroliga liv (2008).
Pitt äger produktionsbolaget Plan B Entertainment som deltog i produktionen av den i kategorin bästa film oscarbelönade filmen The Departed (2006). Han var gift med skådespelaren Jennifer Aniston i fem år som han lärde känna via Tv-serien Vänner 1998. Under 2005 etablerade Pitt sin relation med skådespelaren Angelina Jolie som han också gifte sig med 2014. Angelina Jolie. De två har sex barn tillsammans varav tre biologiska barn. 2016 tog Jolie och Pitt ut skilsmässa efter problem inom äktenskapet. 

## Biografi
Brad Pitt är son till Jane Etta (född Hillhouse) (1940-2025), gymnasiekurator, och William Alvin Pitt, som var chef vid ett lastbilsbolag. Brad Pitt föddes i Shawnee, Oklahoma och växte sedan upp i Springfield, Missouri tillsammans med sina yngre syskon Douglas och Julie Neal. Familjen tillhörde den konservativa kyrkan Southern Baptist Convention. Pitt gick på Kickapoo High School och tränade där golf, tennis och simning. Han var aktiv i flera föreningar, debatter och musikaler. Efter examen från Kickapoo fortsatte han 1982 att studera vid University of Missouri, med journalism som huvudämne och reklam som specialitet. Som medlem i den manliga studentföreningen Sigma Chi deltog han i flera teateruppsättningar. Han älskade film – "en portal till en annorlunda värld för mig" – och två veckor innan examen flyttade han till Los Angeles för att etablera sig som ung skådespelare. Hans lärare var Roy London. För att försörja sig arbetade han bland annat som flytthjälp och chaufför och klädde ut sig till kyckling för restaurangkedjan El Pollo Loco.
Mellan 1994 och 1997 hade Pitt en mycket omskriven relation med sin medspelare i Seven, Gwyneth Paltrow efter att tidigare ha varit tillsammans med skådespelerskan Juliette Lewis. Lewis spelade också hans flickvän i filmen Kalifornia. 1998 mötte han skådespelaren Jennifer Aniston. De gifte sig i staden Malibu, Kalifornien i juli 2000. I januari 2005 meddelade paret att de skulle skilja sig, efter sju år tillsammans.

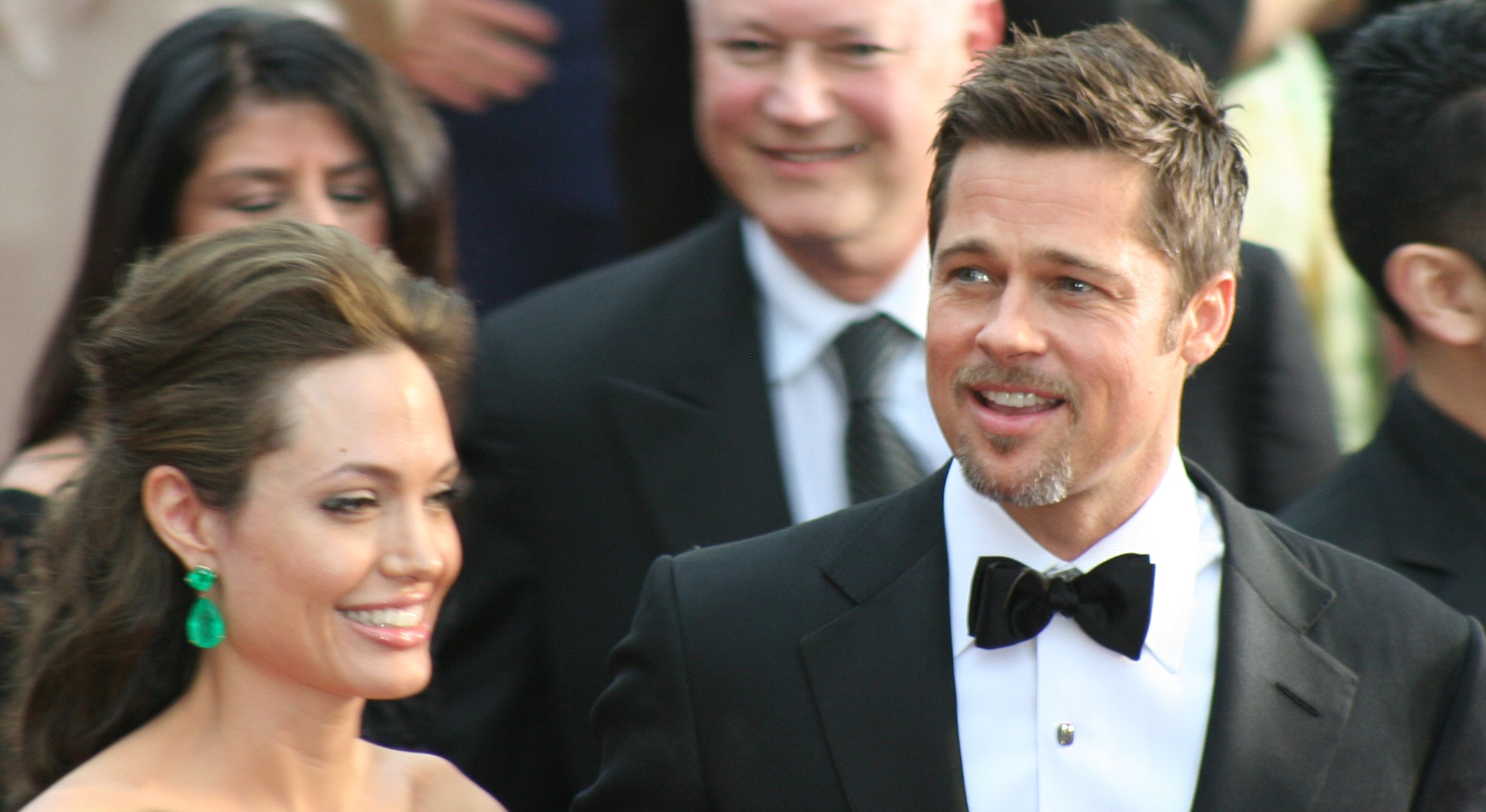
Angelina Jolie och Brad Pitt på Oscarsgalan den 22 februari 2009.

Under sommaren 2005 sågs Pitt tillsammans med Angelina Jolie så ofta att media kom att kalla paret Brangelina. Pitt och Jolie tillstod relationen första gången i januari 2006 när Jolie meddelade att hon var gravid med Pitts barn. Paret förlovade sig 2012 och gifte sig 2014 i Frankrike. Pitt och Jolie har sex barn födda mellan 2001 och 2008: Maddox Chivan, Pax Thien, Zahara Marley, Shiloh Nouvel, Knox Léon och Vivienne Marcheline. Tre är adopterade, från Kambodja, Vietnam och Etiopien. De sistfödda, Knox Léon och Vivienne Marcheline, är tvillingar.
Den 19 september 2016 meddelades att Angelina Jolie har ansökt om skilsmässa efter 2 år som gifta och en tolv år lång relation med Pitt.
Brad Pitt köpte 2022 en havsnära villa ritad 1918 för 40 miljoner dollar.

### Shiloh Nouvel
Shiloh Nouvel Jolie-Pitt, född 27 maj 2006 i Swakopmund i Namibia, är Angelina Jolies och Brad Pitts första biologiska barn och det första spädbarnet som har gestaltats på vaxkabinettet Madame Tussauds i New York.
Födelsen var en av de genom tiderna mest uppmärksammade i Hollywood och föräldrarna sålde de första bilderna av Shiloh genom distributören Getty Images. Tidskriften People betalade drygt 4,1 miljoner dollar för de nordamerikanska rättigheterna till bilderna, medan den brittiska tidningen Hello! erhöll internationella rättigheter för ungefär 3,5 miljoner dollar, varvid den totala försäljningen av rättigheter givit paret nära 10 miljoner dollar världen över. Vinsterna skänktes av föräldrarna till välgörenhet.
Strax efter födseln bekräftades det att barnet skulle ha namibiskt pass. Madame Tussauds i New York lät skapa en vaxstaty av det två månader gamla spädbarnet, vilket gör Shiloh till den yngsta personen någonsin, som har fått en egen staty på något av Madame Tussauds vaxkabinett.
2008 gjorde Shiloh, vid två års ålder, sin filmdebut i filmen Benjamin Buttons otroliga liv. Filmen nominerades till 13 Oscars.

## Filmografi

### Tidiga roller
Filmkarriären började 1987 med små roller i filmerna Ingen utväg, Biltjuvarna – snodd på 29 sekunder och Noll att förlora. Samma år debuterade Pitt på tv med en gästroll i Growing Pains, en situationskomedi av ABC. Han medverkade också i fyra avsnitt av såpoperan Dallas (CBS) mellan december 1987 och februari 1988, då i rollen som Randy, rollfiguren Charlie Wades (Shalane McCall) pojkvän. Han har kallat sin roll "en idiotisk pojkvän som blir påkommen med att vara otrogen". Senare samma år hade han en gästroll i Fox polisdrama 21 Jump Street. 1988 hade Pitt en ledande roll i en jugoslavisk-amerikansk samproduktion, Dark Side of the Sun, som en ung man som skickas till Adriatiska havet för att hitta ett botemedel för ett hudproblem. På grund av att filmen förlorades under det kroatiska självständighetskriget hade den inte premiär förrän 1998.
År 1989 medverkade Pitt i två filmer: komedin Happy Together och skräckfilmen Cutting Class. På tv gästspelade han i Head of the Class, Freddy's Nightmares, Livet runt trettio och för andra gången, i Growing Pains. 1990 fick han rollen som Billy Canton, en knarkare som utnyttjar en ung rymmare (spelad av Juliette Lewis) i NBCs tv-film För ung för att dö som är en berättelse om en tonåring som riskerar att dömas till döden för mord. En kritiker skrev att "Pitt är en magnifikt slemmig typ... han är verkligen skrämmande". (Ken Tucker, Entertainment Weekly) 1990 hade Pitt också en framträdande roll i sex avsnitt av Fox kortlivade drama Glory Days och även en biroll i tv-filmen The Image (HBO). Hans nästa roll var i filmen I brottets gränsland (1991) där han spelade Joe Maloney, en sprinter i High School som har en kriminell bror (spelad av Ricky Schroeder).
Efter att ha spelat biroller i flera år och gästmedverkat i tv många gånger blev Brad Pitt känd för den större allmänheten med sin biroll i road-movien Thelma & Louise (1991). Han spelade J.D., en amatörbrottsling som lär känna Thelma (Geena Davis). BBC skriver att kärlekscenen med Davis är ögonblicket som definierade Pitt som en sexsymbol.
Efter Thelma & Louise spelade Pitt i lågbudgetfilmen Johnny Suede, om en aspirerande rockstjärna, och sen i filmen Cool World (1992). Sett till biljettförsäljningen och de dåliga recensionerna gjorde dessa filmer inget för att främja hans karriär. Desto bättre gick det med rollen som Paul MacLean i Robert Redfords biografiska film Där floden flyter fram (1992). Hans tolkning av sin rollfigur har kallats ett "karriärskapande" framträdande som bevisade att Pitt kunde vara mer än en "välbyggd kille med cowboyhatt". Pitt sa att det var ett av hans svagaste framträdanden: "Det är så märkligt att [rollen] blev den som jag fick mest uppmärksamhet för". Han tyckte att han hade nytta av att arbeta med skådespelare och personal som har så mycket talang och jämförde arbetet med Redford som att spela tennis: "när du spelar med någon som är bättre än dig blir ditt eget spel bättre".
År 1993 återförenades Brad Pitt med Juliette Lewis (från För ung för att dö) i ytterligare en road-movie; Kalifornia. Han spelade Early Grace, en seriemördare och Lewis rollfigurs pojkvän i ett framträdande som Rolling Stone kallade "enastående, all [denna] pojkaktiga charm och sedan en fnysning som andas ren fara". Pitt uppmärksammades också för en mindre roll i kultfilmen True Romance och vann samma år ShoWests pris för "morgondagens manliga stjärna".

### Kritik och framgångar
År 1994 blev en viktig vändpunkt i Brad Pitts karriär. Huvudrollen som Louis de Pointe du Lacs i Neil Jordans långfilm En vampyrs bekännelse, baserad på boken av Anne Rice 1976 fick dock ett blandat mottagande. Filmen vann två MTV Movie Awards 1995 men Dallas Observer var inte nöjd med Pitts framträdande: "Brad Pitt... är en stor del av problemet [i filmen]. När regissörer visar upp hans kaxiga, sexiga, folkliga sida... är han en fröjd att se. Men det finns inget hos honom som tyder på inre plågor eller ens självkännedom, vilket gör honom till en tråkig Louis". Efter En vampyrs bekännelse spelade Pitt huvudrollen i Höstlegender (1994), en film som utspelar sig under de första fyra decennierna av 1900-talet. Pitt skildrade Tristan Ludlow, son till Anthony Hopkins rollfigur som är en invandrare från Cornwall. För framträdandet nominerades Pitt till en Golden Globe i kategorin bästa skådespelare. Aidan Quinn och Henry Thomas spelade Pitts bröder. Även den här filmen fick ett blandat mottagande men många kritiker komplimenterade Pitts framträdande. New York Times skrev: "Pitts försagda mix av skådespeleri och egen stil skapar en perfekt hjärtekrossare. Det är synd att filmens ytlighet står i hans väg."
I kriminalthrillern Seven (1995) spelade Brad Pitt en detektiv som är hack i häl på en seriemördare som spelas av Kevin Spacey. Morgan Freeman och Gwyneth Paltrow har också huvudroller i filmen. Pitt sa att det var en betydande film och att hans roll skulle vidga hans horisonter som skådespelare. Han ville röra sig bort från bilden av en "vacker kille ... och spela någon som har brister". Hans framträdande fick ett positivt mottagande av kritikerna. Variety berömde Pitts förmåga att prestera ett "bestämt, energiskt och trovärdigt jobb som den ivriga unga detektiven". Sevens intäkter världen över uppgår till över 327 miljoner amerikanska dollar.
Efter succén med Seven tog Pitt en biroll som Jeffrey Goines i Terry Gilliams science fiction film De tolv apornas armé (1995). Filmen fick mestadels positiva recensioner. New York Times kallade den "våldsam och störande" och uppmärksammade Pitts "häpnadsväckande frenetiska prestation"; "han elektriserar Jeffrey med en märklig magnetism som blir viktig senare i filmen". För sitt framträdande vann Brad Pitt en Golden Globe för bästa biroll och nominerades för första gången till en Oscar, också den för bästa biroll.

Följande år hade Pitt en biroll i ett juridiskt drama, Sleepers (1996). Filmen baseras på Lorenzo Carcaterras roman med samma namn. Den fick ett tvetydigt mottagande. I Pitts nästa film, En fiende ibland oss (1997) spelade Pitt mot Harrison Ford i rollen som IRA-terroristen Rory Devany, en roll för vilken det krävdes att han använde en irländsk dialekt. Kritikerna var inte eniga om hur han lyckades med det: "Pitt hittar den rätta tonen av moralisk dubbeltydighet, men ibland är hans irländska uttal för övertygande – det är svårt att förstå vad han säger", skrev San Francisco Chronicle Charleston Gazettes åsikt var att accenten tog över filmen. En fiende ibland oss inbringade mer än 140 miljoner dollar världen över men uppskattades mestadels inte av kritikerna. Senare samma år spelade Pitt den österrikiske alpinisten Heinrich Harrer i Jean-Jacques Annauds film Sju år i Tibet som bygger på Harrers memoarer (1953) med samma titel. För att klara rollen tränade Pitt bergsklättring och bergsvandring i flera månader i Kalifornien och i Europas alper, tillsammans med medskådespelaren David Thewlis. Kritikerna var mestadels negativa och filmen ansågs i allmänhet vara en besvikelse. Marknadsföringen försvårades av att Heinrich Harrer, då 84 år, erkände att han under andra världskriget var nazist och medlem av Adolf Hitlers SS-elittrupper. Kina ogillade att filmen var pro-Tibet men Pitt själv sa: 
| ” | Vem bryr sig om vad jag tycker att Kina ska göra (med Tibet)? ... Jag är en jävla skådespelare... Jag är en vuxen man som sminkar sig. | „ |

Pitt spelade sedan huvudrollen i Möt Joe Black. Han porträtterade liemannen som bebor en ung mans kropp för att lära sig hur det är att vara människa. Igen var kritiken blandad och många var missnöjda med Pitts prestation. San Francisco Chronicle skrev att Pitt var oförmögen "att övertyga publiken om att han känner till alla mysterier om död och evighet".

### Från 1999 till 2003
I Fight Club (1999) porträtterade Brad Pitt Tyler Durden, en hårdnackad och karismatisk individ. Filmen regisserades av David Fincher och är en filmatisering av Chuck Palahniuks roman med samma namn.
Pitt förberedde sig för rollen genom lektioner i boxning, taekwondo och grappling. För att ge ett trovärdigt intryck gick han med på att ta bort bitar av sina framtänder. Dessa restaurerades när inspelningarna var avslutade. När filmen marknadsfördes sa Pitt att syftet med filmen inte nödvändigtvis var att ta ut sina aggressioner på någon annan, utan snarare att "erfara något, ta en smäll till" och se hur du klarar det. Fight Club hade premiär på Filmfestivalen i Venedig 1999. Trots att kritiken var delad om filmen i allmänhet lovordades Pitts prestation i stort. CNN anmärkte att filmens karaktär är riskabel men ändå framgångsrik. Variety kommenterade Pitts förmåga att vara "cool, karismatisk och mer dynamiskt fysisk än, kanske i [...] sin genombrottsroll i Thelma & Louise. Fight Club var ingen kommersiell framgång på biograferna men blev en kultfilm när den kom ut på DVD 2000.
Efter Fight Club spelade Pitt en irländsk-romsk boxare med ett knappt begripligt uttal i Guy Ritchies gangsterfilm Snatch (2000). Åtskilliga recensenter var kritiska till filmen, dock fick Pitt beröm av de flesta. San Francisco Chronicle skrev att Pitt var "idealisk i rollen som en irländare vars brytning är så tjock att inte ens britter kan förstå honom". Innan Snatch hade Pitt varit "fjättrad av roller som krävde grubblande introspektion, men nyligen har han funnit sitt kall i svart komisk skandalöshet och vräkig utåtvändhet". Village Voice gjorde gällande att "Pitt får ut maximalt komiskt miltal ur en en-skämts roll".
Följande år spelade Brad Pitt mot Julia Roberts i den romantiska komedin The Mexican (2001). Kritikernas åsikter varierade men filmen var en kassasuccé. Pitts nästa roll var i kalla kriget-thrillern Spy Game som nådde intäkter på mer än 143 miljoner dollar världen över. Hans roll var Tom Bishop, en agent vid CIA som hade Robert Redfords rollfigur som mentor. Salon tyckte om filmen men noterade att varken Pitt eller Redford levererade "särskilt mycket emotionella känslor till publiken".
Brad Pitt gjorde ett gästframträdande 22 november 2001 i den åttonde säsongen av tv-serien Vänner. Han spelade en man som hyste agg mot rollfiguren Rachel Green som spelades av Jennifer Aniston som Pitt då var gift med. För sin prestation nominerades han till en Emmy i kategorin "enastående gästspelare i komediserie". År 2001 spelade Pitt också Rusty Ryan i rånfilmen Ocean's Eleven, en omarbetning av Storslam i Las Vegas (1960). Ensemblen inkluderade George Clooney, Matt Damon, Andy García och Julia Roberts. Filmen fick bra kritik och var en kassasuccé världen över med intäkter på över 450 miljoner dollar.
Pitt medverkade i två avsnitt av MTV:s dokusåpa Jackass i februari 2002. Han hade samma år en karaktärsroll i George Clooneys regidebut Confessions of a Dangerous Mind. Han bidrog också med rösten till Sinbad i Dreamworks animerade film Sinbad: Legenden om de sju haven (2003) och även i ett avsnitt av den animerade tv-serien King of the Hill.

### Efter 2003
Brad Pitt hade två stora filmroller 2004: huvudrollen som Achilles i Troja och som Rusty Ryan i uppföljaren Ocean's Twelve. Troja baseras på Iliaden. Pitt tränade svärdsfäktning innan inspelningarna började. Under inspelningarna skadade han en hälsena vilket försenade produktionen med flera veckor. Med intäkter på mer än 497 miljoner dollar är Troja Pitts mest framgångsrika film hittills. Filmen drog in 364 miljoner dollar internationellt och 144 miljoner dollar nationellt i USA. Ocean's Twelve drog in 362 miljoner dollar världen över. CNN kallade Pitts och Clooneys samverkan "den bästa manliga kemin sedan Paul Newman och Robert Redford".
I Mr. & Mrs. Smith (2005), regisserad av Dough Liman, upptäcker två uttråkade äkta makar att partnern är en lönnmördare som har i uppdrag att döda den andra. Långfilmen fick hyggliga recensioner men det var samspelet mellan Pitt och Angelina Jolie som prisades generellt. Jolie spelade Pitts rollfigurs (John) maka. Star Tribune skrev att "berättelsen känns slumpartad men filmen rör sig framåt med sällskaplig charm, galopperande energi och stjärnornas termonukleära kemi på filmduken". Mr. & Mrs. Smith tog in 478 miljoner dollar på biograferna (globalt), vilket gjorde den till en av de största hitfilmerna år 2005.
I sin nästa långfilm spelade Pitt mot Cate Blanchett i Alejandro González Iñárritus multi-berättelse Babel (2006). Den fick bra kritik och Seattle Post-Intelligencer tyckte att Pitt var trovärdig och synliggjorde filmen. Pitt kallade senare beslutet att vara med "ett av de bästa besluten i min karriär". Filmen visades på Filmfestivalen i Cannes 2006 och senare på Toronto International Film Festival. Babel nominerades till sju Oscars och Golden Globe och vann Golden Globes pris för bästa filmdrama. Pitt nominerades till en Golden Globe för bästa biroll.
Brad Pitt spelade rollen Rusty Ryan för tredje gången i Ocean's Thirteen (2007). Filmen var inte lika lukrativ som de två föregångarna men inbringade ändå 311 miljoner dollar, globalt. Den amerikanske banditen Jesse James blev Pitts nästa roll, i western-dramat Mordet på Jesse James av ynkryggen Robert Ford (2007), en filmatisering av författaren Ron Hansens roman med samma namn. Filmen regisserades av Andrew Dominik och producerades av Pitts företag Plan B. Den hade premiär på den 64:e Filmfestivalen i Venedig och Pitt fick där priset för bästa skådespelare. Pitt lämnade festivalen tidigt efter att ha blivit attackerad av en åskådare. Han hämtade istället sin trofé vid påföljande års festival.
Pitts nästa roll var i den svarta komedin Burn After Reading. Filmen fick ett positivt mottagande; Guardian kallade den en "tätt lindad, sinnrikt upplagd spionkomedi" och anmärkte att Pitts framträdande var ett av de roligaste. Senare samma år spelade han huvudrollen Benjamin Button i David Finchers film Benjamin Buttons otroliga liv (2008), en fri omarbetning av F. Scott Fitzgeralds novell från 1921 med samma namn. Filmen följer en man som föds som 80-åring och åldras bakåt. Baltimore Sun skrev att Pitts känsliga framträdande gör Benjamin Button ett "tidlöst mästerverk". Prestationen gav Pitt hans första nominering till utmärkelsen Screen Actors Guild Award samt hans fjärde nominering till en Golden Globe och andra nominering till en Oscars - alla i kategorin bästa skådespelare. Filmen mottog tretton Oscarsnomineringar och inbringade 329 miljoner dollar på biograferna världen över.

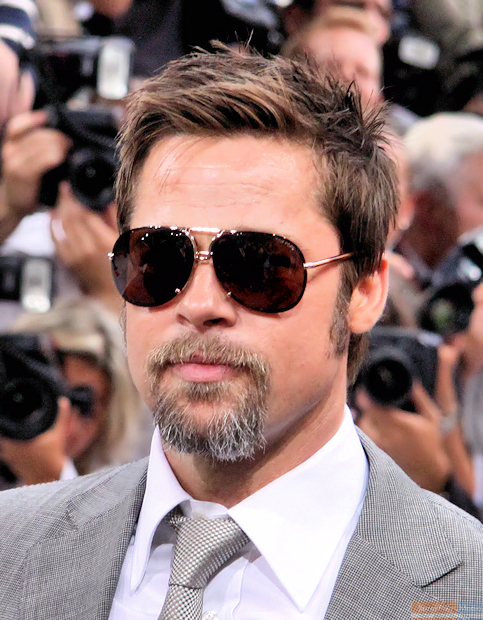
Pitt på premiären av Inglourious Basterds i Berlin den 28 juli 2009.

Sedan 2008 har Pitts arbete inkluderat huvudrollen i Quentin Tarantinos Inglourious Basterds som hade premiär i augusti 2009 på en specialvisning vid Filmfestivalen i Cannes. Han spelade Lieutenant Aldo Raine, en amerikan som gör motstånd mot nazisterna i det av Tyskland ockuperade Frankrike. Filmen var en kassasuccé med intäkter på 311 miljoner dollar världen över. Recensionerna var överlag positiva. Filmen fick flera utmärkelser, inklusive åtta Oscarsnomineringar och sju nomineringar till MTV Movie Award, inklusive priset för bästa manliga framträdande för Brad Pitts prestation. Pitt gav röst åt superhjälten Metro Man i den animerade långfilmen Megamind (2010). Han medverkade också i Terrence Malicks drama The Tree of Life (2011), som vann Guldpalmen (Palme d'Or) på Filmfestivalen i Cannes 2011.
2012 blev Pitt tvåfaldigt Oscarsnominerad. Dels som producent till Moneyball som nominerades i kategorin Bästa film, men även som Bästa manlige huvudroll i samma film. År 2014 vann han sin första Oscar då 12 Years a Slave som Pitt medproducerat utsågs till bästa film. Vid Oscarsgalan 2016 nominerades han åter som producent då The Big Short nominerades till bästa film. År 2020 vann Pitt sin första Oscar som skådespelare då han prisades för bästa manliga biroll i Quentin Tarantinos film Once Upon a Time in Hollywood.

## Entreprenör och producent
Tillsammans med Jennifer Aniston och Brad Grey (VD, Paramount Pictures), startade Brad Pitt produktionsbolaget Plan B Entertainment år 2002. Aniston och Grey lämnade bolaget 2005. Företaget har producerat flera filmer, inklusive Kalle och chokladfabriken (2005) och Mordet på Jesse James av ynkryggen Robert Ford och A Mighty Heart (2007) med Angelina Jolie i huvudrollen. Plan B deltog också i produktionen av The Departed som vann en Oscar för bästa film år 2007. Pitt krediterades i filmen som producent men bara Graham King bedömdes vara berättigad till Oscarssegern.
| År   | Film                                           | Anmärkning                                                    |
| ---- | ---------------------------------------------- | ------------------------------------------------------------- |
| 2006 | God Grew Tired of Us                           | Exekutiv producent                                            |
| 2006 | The Departed                                   | Oscar för bästa film Nominerad–BAFTA Award för bästa film     |
| 2006 | Det är nåt som inte stämmer                    |                                                               |
| 2007 | The Tehuacan Project                           | Exekutiv producent                                            |
| 2007 | Year of the Dog                                | Exekutiv producent                                            |
| 2007 | A Mighty Heart                                 | Medproducent Nominerad–Independent Spirit Award for Best Film |
| 2007 | Mordet på Jesse James av ynkryggen Robert Ford |                                                               |
| 2008 | Benjamin Buttons otroliga liv                  | David Fincher                                                 |
| 2008 | Pretty/Handsome                                | Exekutiv producent (TV)                                       |
| 2009 | Tidsresenärens hustru                          | Exekutiv producent                                            |
| 2009 | Pippa Lees hemliga liv                         | Exekutiv producent                                            |
| 2010 | Kick-Ass                                       |                                                               |
| 2010 | Lyckan, kärleken och meningen med livet        |                                                               |
| 2011 | The Tree of Life                               | Medproducent                                                  |
| 2011 | Moneyball                                      |                                                               |
| 2012 | Killing Them Softly                            |                                                               |
| 2013 | World War Z                                    |                                                               |
| 2013 | 12 Years a Slave                               | Oscar för bästa film                                          |
| 2014 | Selma                                          | Exekutiv producent                                            |
| 2015 | The Big Short                                  | Nominerad – Oscar för bästa film                              |
| 2016 | Moonlight                                      | Exekutiv producent                                            |
| 2016 | The Lost City of Z                             | Exekutiv producent                                            |
| 2018 | Beautiful Boy                                  |                                                               |
| 2018 | If Beale Street Could Talk                     | Exekutiv producent                                            |
| 2018 | Vice                                           |                                                               |
| 2019 | The King                                       |                                                               |
| 2019 | Ad Astra                                       |                                                               |
| 2020 | F1                                             |                                                               |
| 2022 | Minari                                         | Exekutiv producent                                            |
| 2022 | Blonde                                         |                                                               |
| 2024 | Bob Marley: One Love                           | Exekutiv producent                                            |
| 2024 | Beetlejuice Beetlejuice                        | Exekutiv producent                                            |
| 2024 | Wolfs                                          |                                                               |
| 2025 | F1                                             |                                                               |

## Välgörenhet

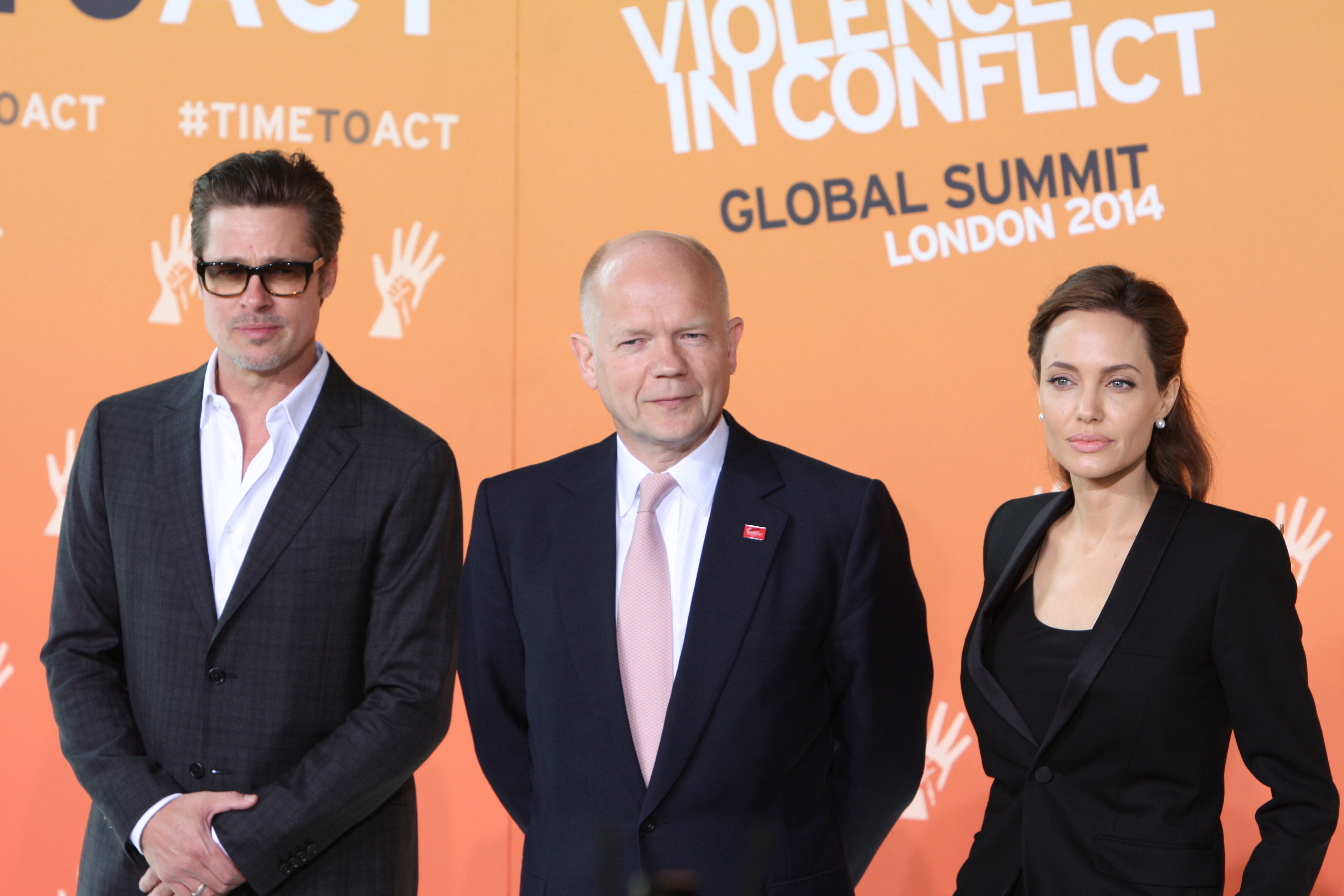
Pitt (vänster), William Hague (mitten) och Jolie (höger) under Global Summit to End Sexual Violence in Conflict i London den 12 juni 2014.

Brad Pitt stöder One Campaign som är en organisation som bekämpar AIDS och fattigdom i utvecklingsländer. Han deltog som berättare i en tv-serie av PBS; Rx for Survival: A Global Health Challenge, som diskuterade aktuella globala hälsofrågor. Tillsammans med Angelina Jolie reste han till Pakistan 2005 för att se konsekvenserna av jordbävningen i Kashmir 2005. Följande år reste Pitt och Jolie till Haiti där de besökte en skola som stöds av Yéle Haïti, en välgörenhetsorganisation som stöds av den Haitifödde hip-hop musikern Wyclef Jean. Paret donerade i maj 2007 1 miljon dollar till tre organisationer i Tchad och Sudan som riktar sig till de som påverkats av krisen i Darfur. Pitt är tillsammans med George Clooney, Matt Damon, Don Cheadle och Jerry Weintraub grundare av Not On Our Watch, en organisation som försöker rikta världens fokus och resurser mot att stoppa och förhindra folkmord som det i Darfur.
Pitt har ett ihållande intresse för arkitektur och har varit berättare i serien Design e2 av PBS, som handlade om försök världen över att bygga miljövänliga byggnadsverk genom hållbar arkitektur och design. Han grundade 2006 Make It Right Foundation som organiserar byggherrar i New Orleans för att finansiera och bygga prisvärda hus i stadens område Ninth Ward efter ödeläggelsen som orsakades av Orkanen Katrina. Projektet involverar 13 arkitektkontor och miljöorganisationen Global Green USA. Flera av företagen donerar sina tjänster. Pitt har utlovat 5 miljoner dollar i donationer. De första sex bostäderna var färdiga i oktober 2008. I september 2009 fick Pitt en utmärkelse av U.S. Green Building Council, en ideell handelsorganisation som marknadsför hur hållbarhet i byggnader planeras, byggs och sköts. Pitt mötte i mars 2009 den amerikanske presidenten Barack Obama och representanthusets talman Nancy Pelosi för att marknadsföra sitt koncept om gröna bostäder samt för att diskutera möjligheten till statliga medel till projektet.
I september 2006 startade Pitt och Jolie välgörenhetsorganisationen Jolie-Pitt Foundation för att bistå i humanitära frågor världen över. De donerade då 1 miljon dollar var till organisationerna Global Action for Children och Läkare utan gränser. Pitt och Jolie investerade tillsammans 8,5 miljoner dollar i donationsfonden och gav samma år ut 2,4 miljoner dollar och följande år 3,4 miljoner dollar. Stiftelsen donerade i juni 2009 1 miljon dollar till FN för att hjälpa pakistanier som flytt undan strider mellan militära trupper och talibaner. Läkare utan gränser fick 1 miljon dollar 2010 för att hjälpa offer i jordbävningen i Haiti 2010.
Pitt och Jolie sålde de första bilderna på dottern Shiloh (genom Getty Images) till tidningarna People (USA) och Hello! (Storbritannien) för 4,1 miljoner dollar och 3,5 miljoner dollar. Dessa erhöll då den nationella och internationella publiceringsrätten, respektive. Paret donerade intäkterna till välgörenhet. Madame Tussauds i New York har en vaxfigur av Shiloh som då är två månader. Det är första gången galleriet avbildar ett spädbarn. När tvillingarna Knox och Vivienne föddes såldes de första bilderna, igen, till People och Hello!, denna gång för sammanlagt 14 miljoner dollar. Intäkterna gick till Jolie-Pitt Foundation.

## I media

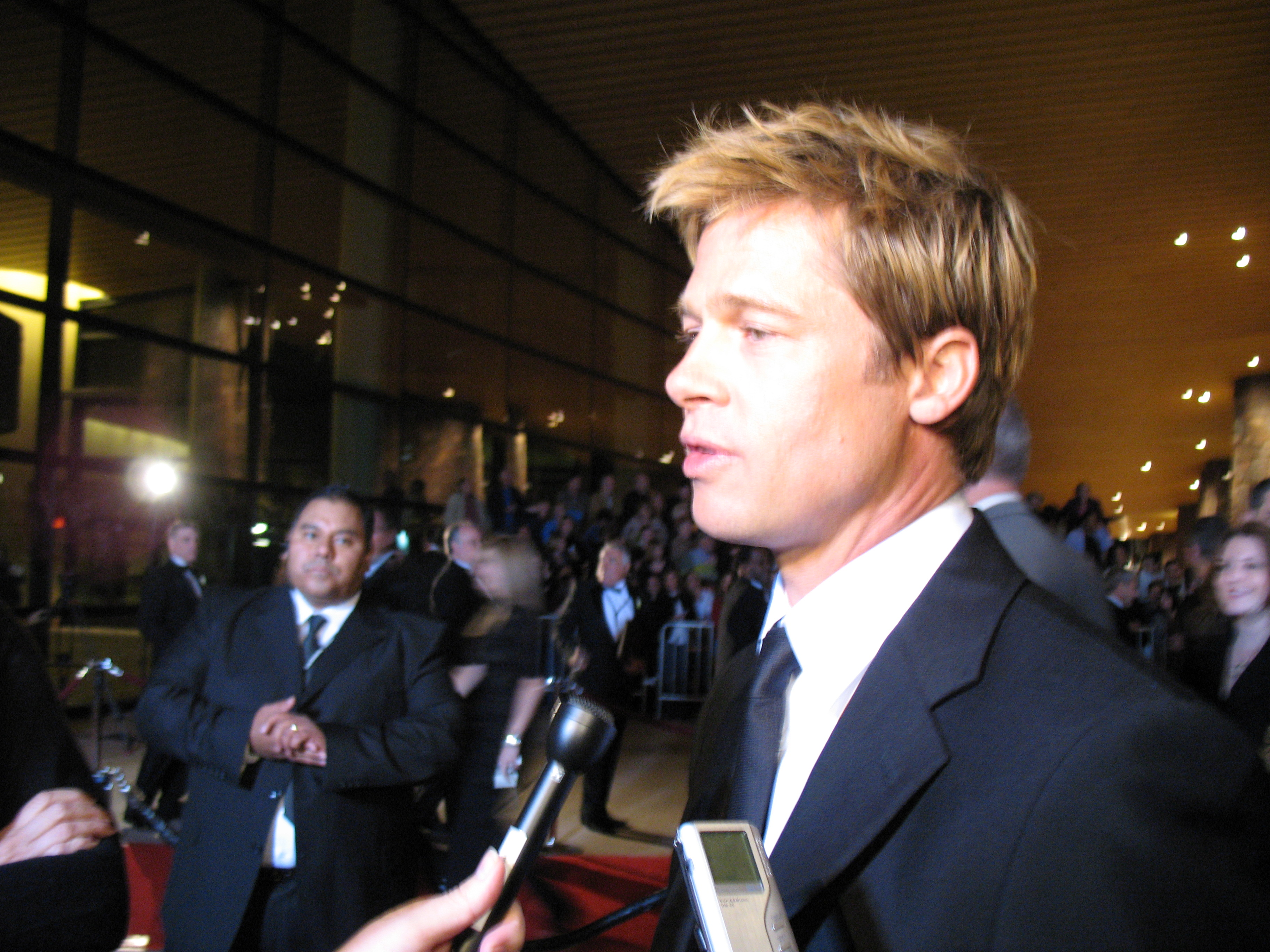
Pitt intervjuas på röda mattan den 6 januari 2007.

Brad Pitt har fått påtaglig mediauppmärksamhet för sitt utseende. Empire utnämnde honom 1995 till en av de sexigaste stjärnorna i filmens historia. Samma år vann han Peoples hyllning "Sexiest Man Alive", som han också vann år 2000.
Han var inkluderad på Forbes årliga "Celebrity 100" lista över de etthundra personerna som har mest makt åren 2006, 2007 och 2008, på plats fem, sex respektive tio. Pitt hade också en plats på Time 100, en sammanställning av världens mäktigaste, som utses årligen av TIME. Magasinet ansåg att Pitt använder sin "kraft som stjärna för att få folk att se platser och händelser som kamerorna vanligtvis inte fångar". Han var också med på Time 100 år 2009.
Med början år 2005 blev Pitts relation med Angelina Jolie en av de mest rapporterade nyhetshistorierna världen över. När det bekräftats att Jolie var gravid 2006 blev mediauppmärksamheten upphaussad till aldrig tidigare skådade nivåer, vilket Reuters, i en artikel betitlad Brangelina-febern  kallade "vansinnesnivåer". För att undvika media flydde paret till Namibia när dottern Shiloh skulle födas, "det mest emotsedda barnet sedan Jesus Kristus". Medias intresse var lika intensivt två år senare när Jolie väntade parets andra barn. Under de två veckor hon ägnade vid ett sjukhus vid havet i Nice campade journalister och fotografer på trottoaren utanför för att rapportera om födelsen.